# دراغانا بيسيفسكا
دراغانا بيسيفسكا مواليد 11 أبريل 1983 في سكوبيه، جمهورية مقدونيا، هي لاعبة كرة يد مقدونية تلعب كجناح أيسر. مثلت منتخب مقدونيا لكرة اليد للسيدات.

## سجل المنافسة
شاركت في البطولات التالية:
- بطولة أوروبا لكرة اليد للسيدات 2012